# Ahmed Mohamadina
Ahmed Mohamadina est joueur de football international marocain né le 10 mars 1984 à Khemisset. Il évolue au poste de gardien de but dans le club de l'Ittihad de Tanger.

## Biographie

### Club
Né à Khemisset et formé à l'Ittihad Khémisset, il joue dans ce club jusqu'en 2008. 
Il est ensuite transféré au club de Olympique de Khouribga avec lequel il a montré de bonnes prestations.

### Sélection Nationale
Il compte deux sélections avec l'équipe du Maroc.
Sa première sélection est obtenue lors d'un match amical face au Niger en 2009.
Il est également titulaire lors du match opposant le Maroc face à l'Ouganda en 2011.
| Caps | Date       | Match           | Lieu      | Score | Compétition |
| 1    | 09/02/2011 | Maroc – Niger   | Marrakech | 3 - 0 | Amical      |
| 2    | 11/11/2011 | Maroc - Ouganda | Marrakech | 0 - 1 | LG Cup      |
| ---- | ---------- | --------------- | --------- | ----- | ----------- |

## Carrière
- 2007-2008 :  Ittihad Khémisset
- 2008-2012 :  Olympique de Khouribga
- 2012-2014 :  Renaissance de Berkane
- 2014-2015 :  Difaâ d'El Jadida[1]
- 2015-:  Ittihad de Tanger